# دزد بانک
دزد بانک فیلمی به کارگردانی  و نویسندگی اسماعیل کوشان محصول سال ۱۳۴۴ است.

## بازیگران
- بهروز وثوقی
- سهیلا
- تقی ظهوری
- فریبا خاتمی
- غلامحسین بهمنیار
- حمیده خیرآبادی
- داریوش اسدزاده
- سیمین علیزاده
- حسن رضایی
- حسین رضایی